# Bless You (家入里歐單曲)
「Bless You」是家入里歐的第3張單曲。2012年9月12日由Victor Entertainment發售。

## 概要
與前作「Shine」相隔約將近4個月後再推出作品。分為通常盤、初回限定盤A及初回限定盤B，初回限定盤A附有收錄音樂錄影帶的DVD，初回限定盤B附有個人寫真。。

## 收錄曲

### CD
（全曲 作詞:家入里歐、作曲:家入里歐・西尾芳彦）
1. Bless You
編曲：鈴木Daichi秀行
2. イジワルな神様
編曲：三輪コウダイ
3. 心のカ・タ・チ
作曲：西尾芳彦 編曲：鈴木Daichi秀行
4. Bless You（Instrumental）
5. イジワルな神様（Instrumental）
6. 心のカ・タ・チ（Instrumental）

DVD（只限初回限定盤A）
1. Bless You (Music Video)
2. Shine (LIVE from FREE LIVE TOUR 2012)
3. Hello (LIVE from FREE LIVE TOUR 2012)
4. Shine (Music Video Making)

## 備註
1. ↑  . 娜塔莉. 2012-07-21  [2012-09-12]. （原始内容存档于2012-11-26）.
2. ↑  . 娜塔莉. 2012-08-22  [2012-09-12]. （原始内容存档于2012-08-23）.

## 外部連結
- Victor Entertainment介紹網站
  - 初回限定盤A（页面存档备份，存于）
  - 初回限定盤B（页面存档备份，存于）
  - 通常盤（页面存档备份，存于）